# Rin Mito
Rin Mito (japanisch 美藤 倫 Mito Rin; * 12. Februar 2002 in der Präfektur Kyōto) ist ein japanischer Fußballspieler.

## Karriere
Rin Mito erlernte das Fußballspielen in der Schulmannschaft der Osaka Gyosei High School sowie in der Universitätsmannschaft der Kwansei-Gakuin-Universität. Seinen ersten Vertrag unterschrieb er am 1. Februar 2024 bei Gamba Osaka. Der Verein aus Suita, einer Stadt in der Präfektur Osaka, spielte in der ersten Liga, der J1 League. Sein Erstligadebüt gab Rin Mito am 3. Mai 2024 (11. Spieltag) im Auswärtsspiel gegen Avispa Fukuoka. Bei der 1:0-Niederlage wurde er in der 90.+1' Minute für den Brasilianer Dawhan eingewechselt. Am 23. November 2024 stand er mit Osaka im Endspiel des Kaiserpokals. Bei der 1:0-Niederlage gegen Vissel Kōbe wurde er in der 89. Minute für Tokuma Suzuki eingewechselt.

## Erfolge
Gamba Osaka
- Japanischer Pokalfinalist: 2024